# Inibidor de integrase
 Inibidor de integrase é uma classe de medicamentos para o tratamento da infecção pelo HIV. 

## Ação
Eles atuam impedindo a replicação do vírus ao bloquear a atividade da enzima integrase, que tem a capacidade de inserir o DNA viral ao DNA humano.O primeiro medicamento desta classe foi o raltegravir, aprovado em 2007 pela FDA. 